# Lena Rewell
Lena Rewell, född 1934 i Finland, är en finländsk textilkonstnär och formgivare.
Rewell växte upp som dotter till en textilingenjör och hennes bror blev professor i textil. I sin ungdom fick hon ofta följa med sin far till hans jobb och kom då i kontakt med tygproduktion. Hon började mest som lek plocka med stuvbitarna och försökte passa ihop tygstuvarna till föremål. För att få en bättre teknisk konstnärlig bildning studerade hon konst vid Ateneum 1957–1960. Hennes pappa drev 1960–1973 en fabrik som tillverkade garn. Hon var delaktig i verksamheten vid fabriken och med tiden väcktes ett intresse att skapa föremål i ull som kom att bli ett signum för hennes textilkonst. Efter tiden vid Ateneum hyrde hon källarlokal där hon inledde en ateljé med plats för en vävstol. Hon startade företaget Lena Rewell som marknadsförde hennes ateljéproduktion som första tiden huvudsakligen bestod av handgjorda mohairfiltar, halsdukar och textilier. Hennes företag växte och snart drev hon två butiker och med ett 20-tal anställda i ateljén och i ett väveri i Tammerfors. Hon exporterade sina produkter över hela världen och till hennes större kunder hörde Christian Dior som använde hennes tyger till plädar och morgonrockar. Under 1960- och 1970-talet utförde hon på frilansbasis bomullstygsmönster för Finlayson och Tampella. Hon lämnade över verksamheten till sin dotter Dita Eklund 2017.